# Gemeinde Dravograd

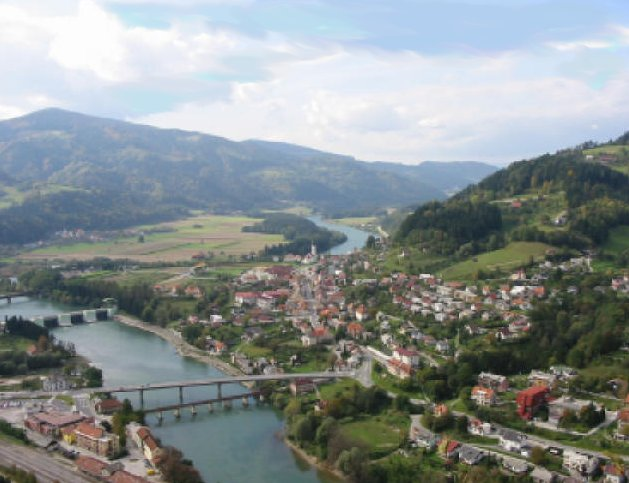
Panorama von Dravograd.

Die Gemeinde Dravograd (slowenisch Občina Dravograd) ist eine Gemeinde in Slowenien, die zur statistischen Region Koroška zählt. Hauptort und Verwaltungssitz ist die Kleinstadt Dravograd.

## Lage
Dravograd liegt am Kreuzungspunkt drei wichtiger slowenischer Flüsse: Die von Süden strömende Mislinja (Missling) vereint sich mit der von Südwesten kommenden Meža (Mieß), die wiederum etwa einen Kilometer danach in die Drau (Drava) mündet. Daneben gehören noch die südlichen Ausläufer der Koralpe (Golica), das westliche Ende des Pohorje (Bacherngebirge) und östliche Teile der Karawanken (Karavanke) zur Kommune. Der höchste Berg ist der Koschenak (slowenisch: Košenjak) mit einer Höhe von 1522 m.
Das Gemeindegebiet umfasst Teile von zwei historischen Regionen, und zwar von Koroška (Unterkärnten) und von Spodnja Štajerska (Untersteiermark). Die letztgültige Grenze verlief von Norden einem Höhenrücken der Koralpe zwischen den Dörfern Kozji Vrh (gehörte zu Koroška) und Vrata (zu Spodnja Štajerska) folgend, bis zur Drau. Von dort folgte sie dem Flusslauf nach Westen bis zur Einmündung der Meža und anschließend dem eben genannten Fluss entlang bis zur heutigen Gemeindegrenze. Die nördliche und westliche Hälfte der heutigen Gemeinde inklusive des Hauptortes zählten somit zu Koroška, die südliche und östliche Hälfte zur Spodnja Štajerska.
Die nächsten größeren Städte sind Slovenj Gradec etwa 10 km südlich, Maribor etwa 47 km östlich und Klagenfurt in Österreich ca. 55 km westlich. Außerdem ist der Ort Sitz der Verwaltungseinheit Dravograd (slow.: Upravna enota Dravograd), die jedoch lediglich Dravograd selbst umfasst.

## Ortschaften
Die Gemeinde umfasst sieben Gemeindeteile, Dravograd, Črneče, Libeliče, Šentjanž pri Dravogradu und Trbonje, die aus 25 Ortschaften bestehen. Die deutschen Exonyme in den Klammern wurden bis zum Abtreten des Gebietes an das Königreich der Serben, Kroaten und Slowenen im Jahr 1918 vorwiegend von der deutschsprachigen Bevölkerung verwendet und sind heutzutage größtenteils unüblich
- Bukovje (Buchenstein)
- Bukovska vas (Buchdorf)
- Črneče (Tscherberg)
- Črneška Gora (Berg ob Tscherberg)
- Dobrova pri Dravogradu (Dobrava)
- Dravograd (Unterdrauburg)
- Gorče (Görtschach)
- Goriški Vrh (Gorizenberg)
- Kozji Vrh nad Dravogradom (Gaisberg)
- Libeliče1 (Leifling)
- Libeliška Gora1 (Berg ob Leifling)
- Ojstrica (Kienberg)
- Otiški Vrh (Ottischnigberg)
- Podklanc (Unterklanz)
- Selovec (Sellouz)
- Sveti Boštjan (Sankt Sebastian)
- Sveti Danijel (Sankt Daniel)
- Sveti Duh (Heiligengeist)
- Šentjanž pri Dravogradu (Sankt Johann ob Drauburg)
- Tolsti Vrh2 (Fettengupf)
- Trbonje (Trofin)
- Tribej (Trebej)
- Velka (Wölk)
- Vič (Witsch)
- Vrata (Thörl)

1Die Dörfer Libeliče und Libeliška Gora wurden durch den Vertrag von Saint-Germain am 10. September 1919 zweigeteilt. Die österreichischen Dörfer Leifling und Berg ob Leifling gehören heute zur Gemeinde Neuhaus.
2 Tolsti Vrh gehört nur teilweise zur Gemeinde Dravograd, die Gemeinde Ravne na Koroškem umfasst einen weiteren Teil.

## Nachbargemeinden
| Neuhaus (A)       | Lavamünd (A)                                | Eibiswald (A) |
| Ravne na Koroškem | Kompassrose, die auf Nachbargemeinden zeigt | Muta          |
| Ravne na Koroškem | Slovenj Gradec                              | Vuzenica      |

## Wappen und Flagge
Das Stadtwappen hat die Form eines Schildes. Über dem grünen Feld am unteren Rand des Schildes befindet sich auf blauem Grund ein weißes Osterlamm mit einer roten Fahne und einem weißen Kreuz. Grundlage für die Gestaltung des Wappens ist das Unterdrauburger Siegel von 1575.
Die Flagge der Gemeinde ist rot mit dem Wappen im unteren Teil. Das Verhältnis von Länge zur Breite der Flagge beträgt 1:2.

## Geschichte

### 20. und 21. Jahrhundert
Am Ende des Ersten Weltkrieges kam es im Rahmen des Kärntner Abwehrkampfes ab dem 18. November 1918 zu Kämpfen zwischen der slowenischen Freiwilligen Armee unter Rudolf Maister, den „Maistrovi borci“, und Soldaten der Freiwilligen-Armee des Landes Kärnten. Unter Franjo Malgaj wurde Unterdrauburg am 3. Dezember 1918 von Slowenen besetzt und die Kärntner Kräfte bis ins Lavanttal zurückgedrängt. Ein Kärntner Rückeroberungsversuch scheiterte und am 14. Jänner 1919 wurde ein Waffenstillstand beschlossen.
Am 29. April 1919 brach Jugoslawien den Waffenstillstand mit einem Großangriff, um Klagenfurt und Villach zu erobern. Die Kärntner Truppen konnten den Angriff zurückschlagen und zum Gegenangriff übergehen. Am 7. Mai 1919 wurde Unterdrauburg durch Kärntner Truppen befreit. Bei diesen Kämpfen fand Franjo Malgaj, der in Slowenien als Volksheld verehrt wird, in Fettengupf bei Unterdrauburg (slowenisch: Tolsti Vrh pri Ravnah na Koroškem) den Tod. Schon 28. Mai 1919 begann ein erneuter jugoslawischer Großangriff, bei dem Unterdrauburg mit Artillerie beschossen und kurze Zeit später erneut von Jugoslawien besetzt wurde.
Von der Kärntner Volksabstimmung 1920 waren Unterdrauburg und das Mießtal durch die Bestimmungen des Vertrags von Saint Germain vom 10. September 1919 ausgenommen. Der damalige Verkehrsknotenpunkt (der Bahnhof befand sich am rechten Drauufer und somit im Herzogtum Steiermark) blieb damit, wie die Untersteiermark, definitiv beim SHS-Staat. Der Ort erhielt jetzt den offiziellen Namen Tráberk.
Im Zweiten Weltkrieg wurde während des Balkanfeldzugs Unterdrauburg in der Nacht vom 8. auf 9. April 1941 von der 2. Armee unter Generaloberst von Weichs besetzt, und zwar vom 49. Gebirgs-Korps unter General Ludwig Kübler.
Unterdrauburg wurde nun Bezirkshauptstadt der umliegenden, vom Deutschen Reich besetzten Gebiete des früheren Kärnten und der Krain. Das heutige Gemeindeamt (Hauptplatz Nr. 7) war 1941 bis 1945 Expositur und Gefängnis der Gestapo (Gestapoaußenstelle). Hunderte so genannter „Banditen“, also Widerstandskämpfer, Partisanen und deren Sympathisanten, wurden hier gefoltert und ermordet. Die strafrechtliche Verfolgung der großteils aus Kärnten stammenden Täter fand in Österreich nach 1945 nicht statt.
1941 entstand am Drauufer ein Kriegsgefangenenlager für 600 Soldaten.
Im Juli 1941 organisierte der lokale Künstler Franjo Golob eine Anti-Nazi-Widerstandszelle, die jedoch bald entdeckt wurde. Es folgte eine brutale Unterdrückung, die eine weitere Entwicklung des antifaschistischen Widerstands in Unterdrauburg behinderte. Mitte 1943 verstärkten jugoslawische Partisanen im Gebiet von Unterdrauburg ihre Aktivitäten, die trotz der brutalen Unterdrückung durch die Nazis bis 1944 immer stärker wurden.
Im April 1945 wurde die Stadt von den Alliierten bombardiert; dabei wurde das 1944 fertiggestellte, von sowjetischen Kriegsgefangenen errichtete Wasserkraftwerk teilweise zerstört.
Nach der deutschen Kapitulation am 8. Mai 1945 und der nahe gelegenen Schlacht von Poljana am 14. und 15. Mai 1945 wurde das gesamte Gebiet von kommunistischen Partisanen kontrolliert. Aus dieser Zeit stammen Massengräber, von den fünf auf dem Gemeindegebiet gefunden und dokumentiert wurden.
Im Sommer 1945 wurde die deutsche Bevölkerung vollständig vertrieben oder ermordet.
1948 wurden in ganz Slowenien deutsche und religiöse Namen von Orten geändert; teilweise waren es Übersetzungen, teilweise erfundene Namen. Die Stadt erhielt die Bezeichnung „Dravograd“.
Da bei Kriegsende sämtliche Brücken über die Drau gesprengt wurden und die Stadt sich nun in einer ungünstigen Rand- und Verkehrslage befand, konnte sie sich nicht mehr dynamisch entwickeln.
Im 10-Tage-Krieg 1991 kam es in Dravograd zu schweren Auseinandersetzungen zwischen den für die slowenische Unabhängigkeit kämpfenden Kräften und der jugoslawischen Bundesarmee.

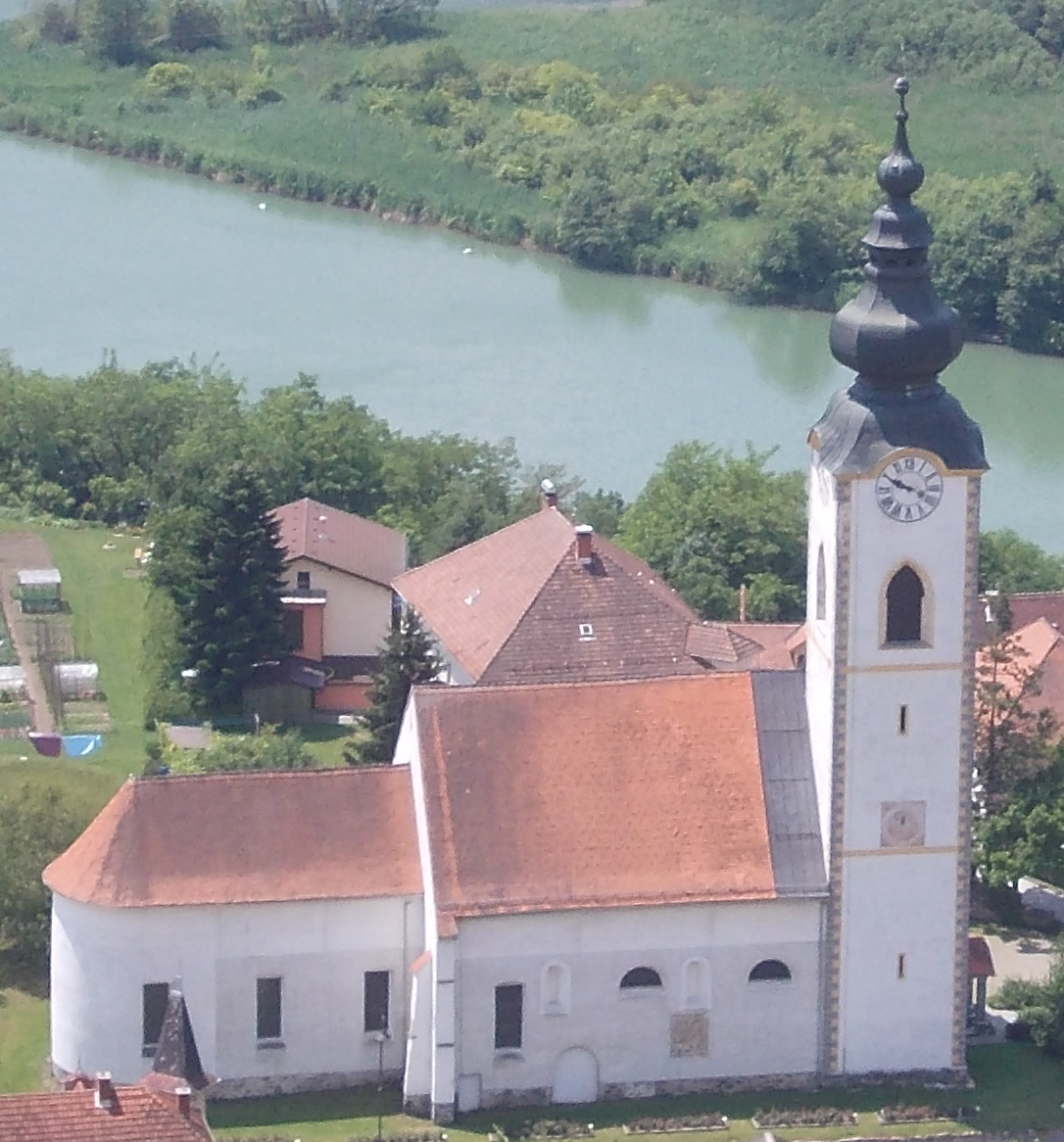
Kirche Sankt Johannes der Evangelist

## Verkehr und Wirtschaft
Seit dem Mittelalter wurde auf der Drau geflößt. Bereits Ende des 12. Jahrhunderts wird eine Mautstelle in Unterdrauburg erwähnt. Die 1863 erbaute Eisenbahn war jedoch auf Grund der hohen Kosten keine Konkurrenz für die Flößer. Zu Beginn des 20. Jahrhunderts zähle man bis zu 2000 Flöße pro Jahr auf der Drau. 1938 war Unterdrauburg der größte Floßhafen an der Drau mit Holz aus dem Mieß- und Misslingtal. Es wurden in diesem Jahr insgesamt 474 Flöße abgefertigt; das Holz wurde bis nach Belgrad transportiert. Die Flößerei endete 1941; danach war sie wegen der Kraftwerke an der Drau in Lavamünd und Unterdrauburg nicht mehr möglich.
1863 wurde die Gemeinde durch die in Ost-West-Richtung verlaufende Südbahnnebenlinie Marburg–Franzensfeste erschlossen, die die Steiermark mit Kärnten und Tirol verband. 1878 wurde Unterdrauburg durch den Anschluss an die von hier durchführende Lavanttalbahn zu einem Bahnknoten. Bei Ottitschnigberg wurde auf dem aufgelassenen Südabschnitt der Lavanttalbahn ein Radwanderweg namens Štrekna angelegt. Die Hauptstrecke Marburg – Klagenfurt war ab 1945 außer Betrieb, 1952 wurde sie für den Personen- und Güterverkehr wieder eröffnet.
Nach dem Ersten Weltkrieg wurde am Südufer der Drau Erdöl gefördert und eine Schmierölfabrik errichtet; die Vorkommen waren aber bald erschöpft.
Zwischen 1941 und 1944 ließen die deutschen Besatzer ein Wasserkraftwerk an der Drau errichten, das von sowjetischen Kriegsgefangenen erbaut wurde. Es handelt sich um das erste Pfeilerkraftwerk in Europa. Nach der Bombardierung April 1945 war es teilweise beschädigt. 1955 lieferten alle drei Turbinen wieder Strom.
Heute sind die Holzverarbeitung sowie die Land- und Forstwirtschaft die wichtigsten Arbeitgeber.

## Sehenswürdigkeiten

### Sehenswürdigkeiten außerhalb der Stadt Dravograd
Im Gemeindegebiet, aber außerhalb der Stadt Dravograd:
- Burgruine Buchenstein (auch Puchenstain, Puchenstein), slowenisch Grad Pukštain, eine romanische Burgruine, ungefähr 1200 erbaut in Bukovje pri Dravogradu (deutsch: Buchenstein). Nach einem Brand 1706 dem Verfall preisgegeben. Erhalten sind noch die Nordwand des Turms und einen Teil des Palas.[14]

- Schloss Buchenstein, slowenisch Dvorec Pukštajn (auch: Dvorec Bukovje) in Bukovje pri Dravogradu (deutsch: Buchenstein), ein kleines barockes Schloss mit Kapelle aus dem Jahre 1710, 1899 umgebaut. Heute ist es ein Museum.[15][16]

- Ruinen eines mittelalterlichen Rundturms in Dobrava pri Dravogradu.[17]

- Pfarrkirche Sankt Johannes der Täufer in Šentjanž pri Dravogradu (deutsch: Sankt Johann ob Drauburg). Die ältesten Mauern sowie der untere Glockenturm sind romanisch und stammen aus der zweiten Hälft des 13. Jahrhunderts; bis 1510 wurde der gotische Bau errichtet. Im ersten Viertel des 16. Jahrhunderts wurde die Kirche barockisiert.[18]

- Sankt Sebastian und Sankt Rochus in Sveti Boštjan pri Dravogradu (deutsch: Sankt Sebastian bei Drauburg). Eine spätgotische Kirche aus der zweiten Hälfte des 15. Jahrhunderts. Im 17. Jahrhundert barockisiert. Der gotisch gegliederte Innenraum enthält Spuren der gotischen Malerei.[19]

- Kirche zum Heiligen Geist in Sveti Duh pri Dravogradu (deutsch: Heiligengeist in Kärnten), eine Basilika aus dem Beginn des 17. Jahrhunderts.       Berühmt ist die Kirche wegen ihrer Deckenmalerei, welche die größte signierte und datierte Deckenmalerei Sloweniens ist. Die Deckenbemalung entstand 1626 bis 1627.[20]

- Pfarrkirche Sankt Martin und Beinhaus in Libeliče (deutsch: Leifling). Die Kirche ist zwar erst Mitte des 18. Jahrhunderts erbaut worden, fällt aber durch ihren schiefen Kirchturm auf.

Neben der Kirche befindet sich ein zweistöckiges Beinhaus aus dem 12. Jahrhundert.

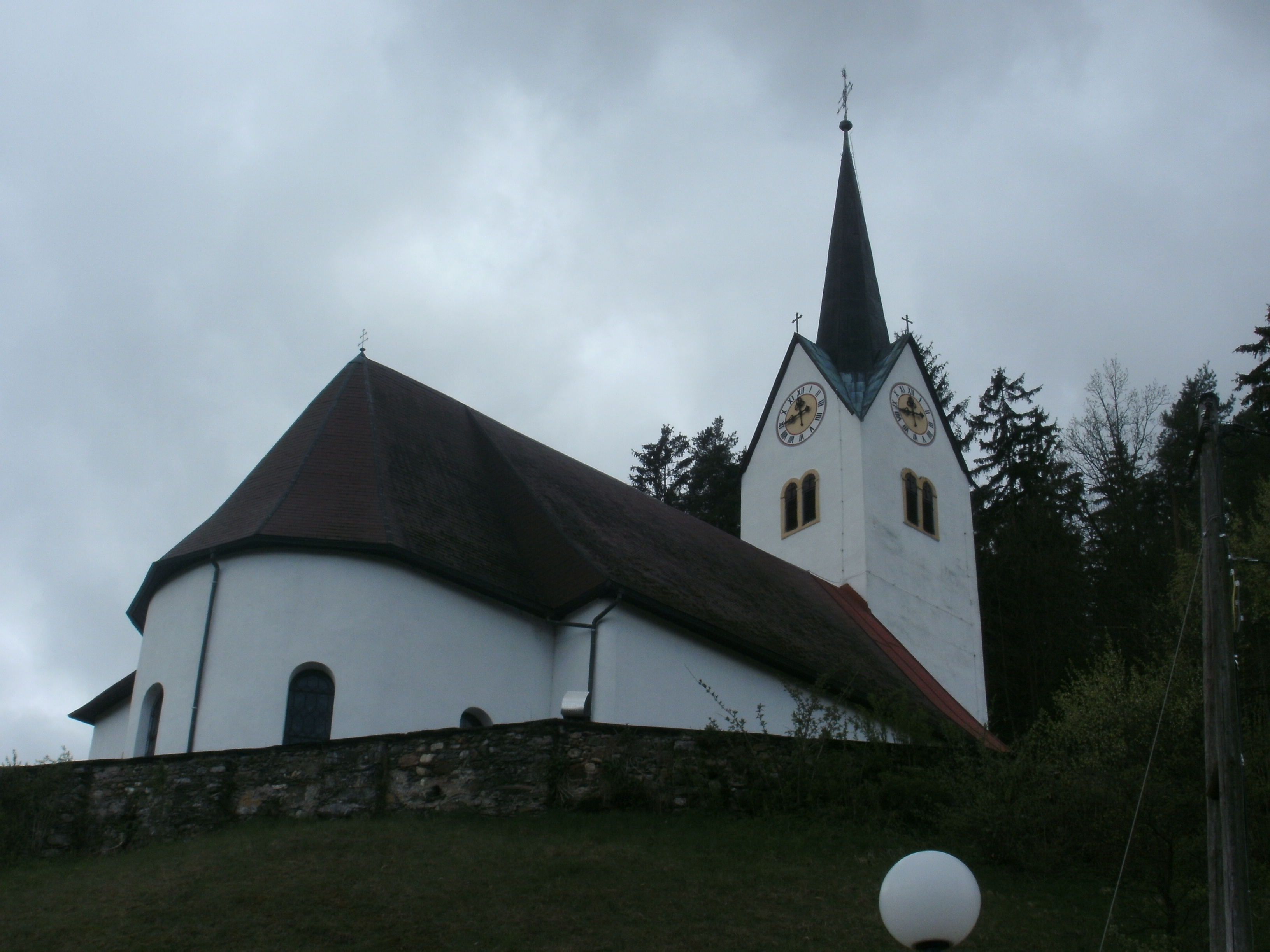
Libeliče, Pfarrkirche Sankt Martin

- Wallfahrtskirche Sveti Petra in Kronska gora (deutsch: Sankt Peter auf dem Kronberg). Die Barockkirche auf dem Kronberg mit Blick auf das Missling-Tal wurde zwischen 1745 und 1750 errichtet.[22]

## Persönlichkeiten
- Anton Domaingo (1811–1894), österreichischer Postmeister, Unternehmer und Politiker langjähriger Bürgermeister von Unterdrauburg
- Emil Schlander (1888–1978), Oto-Rhino-Laryngologe
- Boštjan „Boki“ Nachbar (* 3. Juli 1980), slowenischer Basketballnationalspieler
- Adrej Pečnik (* 27. September 1981), slowenischer Fußballnationalspieler
- Nejc Pečnik (* 3. Januar 1986), slowenischer Fußballnationalspieler
- Lucija Mori (* 31. Januar 1988), Fußballnationalspielerin
- Eva Boto (* 1. Dezember 1995), Popsängerin

## Historische Landkarten

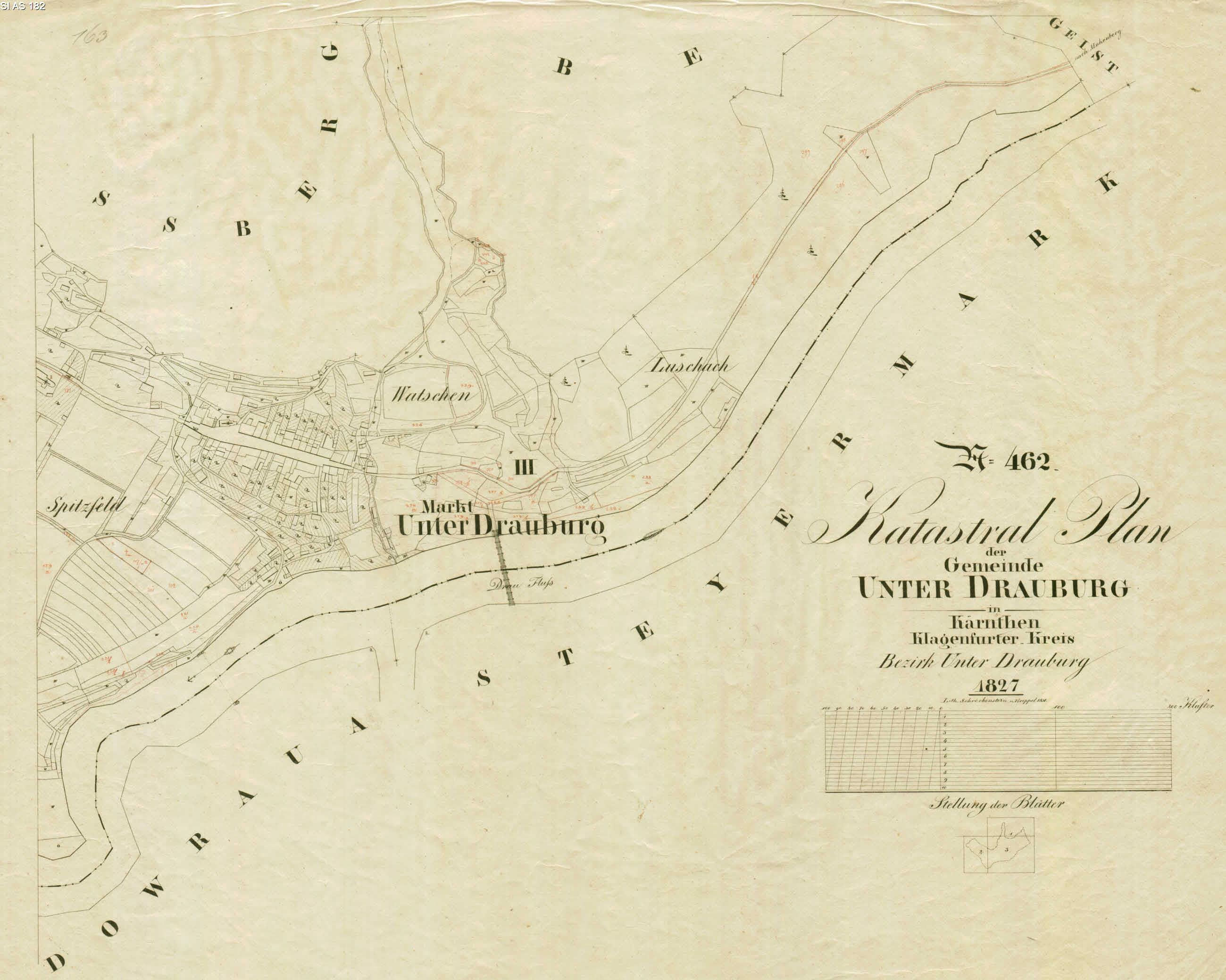
Katasterblatt von Unterdrauburg, 1827
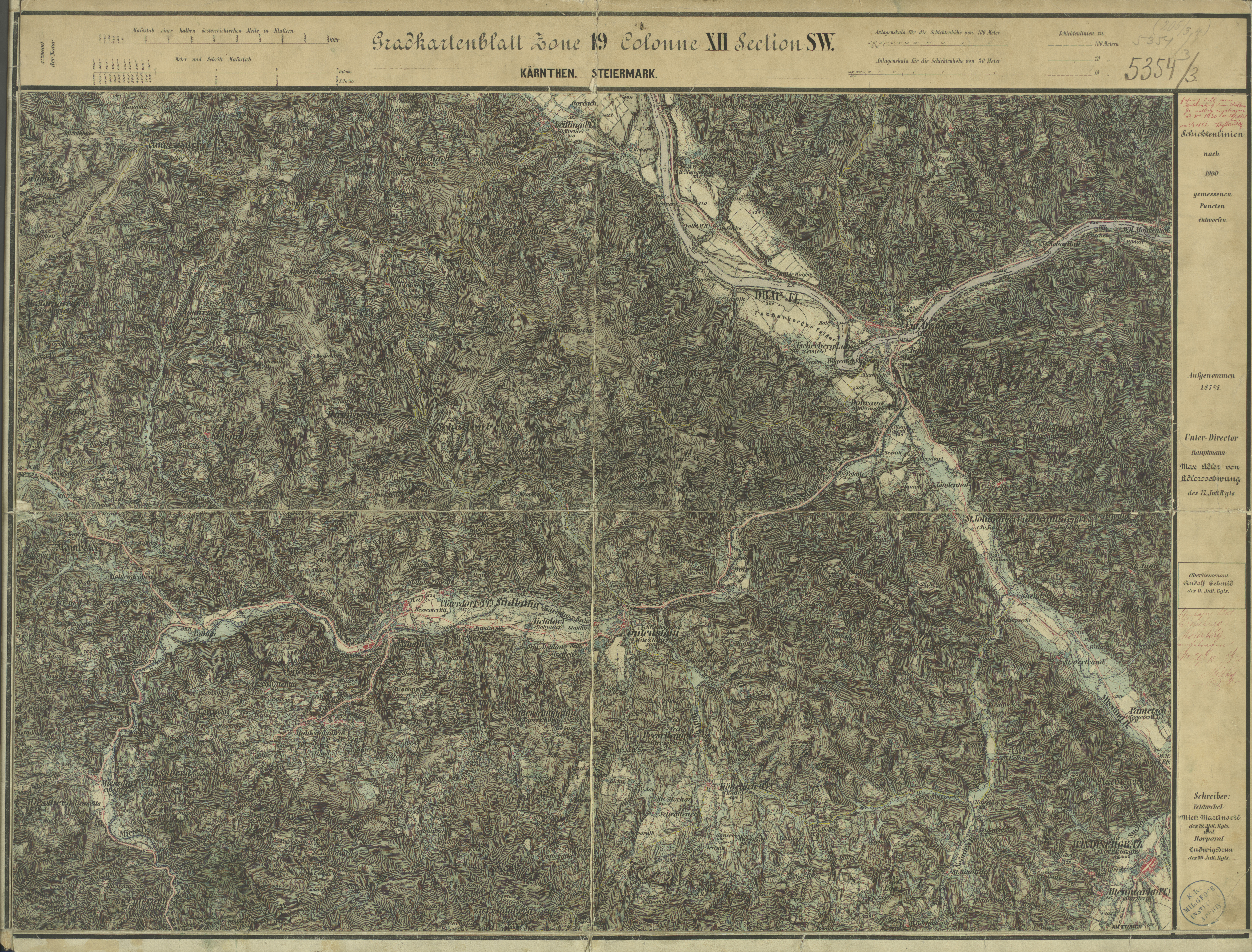
Unterdrauburg und das untere Mießtal im Aufnahmeblatt der Landesaufnahme 1877 / 1878
Das Drautal östlich von Unterdrauburg
Geologie des Gebietes von Unterdrauburg